# Museu Nacional Etrusc
El Museu Nacional Etrusc, en italià: Museo Nazionale Etrusco di Villa Giulia (també existeix a Marzabotto el Museo Nazionale Etrusco di Marzabotto) és un museu de Roma dedicat a la civilització etrusca. Des del segle XX està situat a la Villa Giulia a l'adreça piazzale di Villa Giulia, 9. Aquest museu és propietat del MIBACT, i des del desembre de 2014 forma part dels 43 museus del Polo Museale del Lazio.

## Història
El Museu Nacional Etrusc va ser fundat l'any 1889 per Felice Barnabei amb l'objectiu de recollir tota l'antiguitat preromana del Lazio, d'Etrúria meridional i de la Umbria, de la civilització etrusca i falisca.

## Col·leccions
El sarcòfag dels esposos en terracota és el monument més famós que hostatja aquest museu.
Altres tresors importants són:
- la làmina de Pyrgi, un text etruscofenici
- l'Apol·lo de Veio
- les restes del temple etrusc d'Alatri
- un alt relleu del frontó del temple "A" de Pyrgi
- les col·leccions Barberini, Castellani i Pesciotti
- la Cista Ficoroni
- l'Olpe Chigi
- la Cràtera d'Eufroni.